# Playboy TV
O Playboy TV é um canal adulto de televisão comercializado no Brasil em operadoras de TV por assinatura.

## Programação
A programação inclui conteúdo adulto soft e heterossexual. Reúne filmes, séries, reality shows e programas de comportamento que exploram erotismo e sensualidade.
O  canal Playboy TV exibe na América Latina programas da matriz norte-americana como Totally Busted, Night Calls Sexpose, Sexcetera, entre outros, e produções da Cinema 7 e Injaus TV como Nino Dolce, o game Fronteiras do Prazer e Erótica etc, produzidas sob encomenda da Claxson (Playboy TV LA) para  toda a América Latina.
Com o fim do Playboy TV Movies no Brasil, a Playboy TV passou a exibir os filmes antes exibidos nesse canal.

## Programas
- Foursome: Quatro solteiros (duas mulheres bissexuais ou heterossexuais e dois homens heterossexuais) se hospedam em uma luxuosa mansão em Los Angeles por 24 horas por onde passam por brincadeiras e festas eróticas a fim de se divertirem e se conhecerem melhor. Além disso eles passeiam pela cidade para conhecerem os lugares mais quentes. Pode rolar de tudo (exceto relações sexuais entre dois homens).
- Naughty Amateur Home Videos: Programa apresentado por Vikki Ikki e que exibe vídeos caseiros com entrevistas nas ruas.
- Money Talks: Programa apresentado por Havoc Hailey em que pessoas (geralmente mulheres) fazem atividades sexuais em troca de dinheiro.
- Top Ten: Uma Seleção com as 10 melhores cenas sobre um determinado tema.
- Brooklyn Kinda Love: Série que mostra a vida de casais de Nova York que aparentemente parecem normais, mas que na verdade é cercada de mentiras.
- Totally Busted: Programa com vídeos caseiros e pegadinhas eróticas.